# Filipe, o Árabe
Marco Júlio Filipe (Filipópolis, c. 204 – Verona, 249), também conhecido como Filipe, o Árabe e Filipe I, foi imperador romano entre fevereiro de 244 e setembro de 249 da era comum. Nascido em uma cidade da província de Arábia Pétrea, na moderna Síria, foi uma figura proeminente no império, tendo negociado com o Império Sassânida. Em seu reinado, a cidade de Roma celebrou o milênio. Ele também criou as festividades de Actia-Dusaria, em Bostra, simbolizando a união de Roma e os árabes.
No início da expansão do cristianismo, Filipe tinha a reputação de ser simpático com a fé cristã. Provavelmente por isso alguns diziam que ele tinha se convertido, o que teria feito dele o primeiro imperador cristão. Supostamente, ele teria celebrado a Páscoa com cristãos de Antioquia, mas o bispo Bábilas de Antioquia, o teria sentado junto aos penitentes.
Filipe foi traído e morto na Batalha de Verona, em setembro de 249, seguida da rebelião de seu sucessor, Décio.

## Biografia
Pouco se sabe sobre a vida e a carreira política de Filipe. Sabe-se que nasceu em Shahba, a 88 km ao sul-sudeste de Damasco, na província da Síria. Era filho de Júlio Marino, um cidadão romano local, possivelmente de alguma importância. Muitos historiadores acreditam que apesar da ascendência árabe, ganhou cidadania romana, graças ao seu pai, um homem de influência considerável. O nome de sua mãe é desconhecido, mas consta o nome de um irmão, Caio Júlio Prisco, membro da Guarda Pretoriana sob Giordano III. Alguns historiadores acreditam que Filipe era de origem árabe.
Filipe casou-se com Márcia Otacília Severa e em 238 teve com ela um filho, Marco Júlio Severo Filipe, o futuro Filipe II e, de acordo com a evidência em moedas, tiveram uma filha chamada Júlia Severa ou Severina, que as fontes romanas antigas não mencionam. Muitos cidadãos das províncias faziam exames para conseguir cidadania romana; isto trazia dificuldades para quem tinha sangue árabe. Entretanto, documenta-se que Roma usou a tribo dos Gassânidas de Azd a Iêmem como vassalos para manter os árabes do norte longe da verificação. Os oráculos árabes falam de um xeque local, Utaina, que foi relatado por ter levantado das tropas para comandar os exércitos orientais do Império Romano. Filipe, o Árabe pode ter algum grau de descendência dele.

## Carreira política

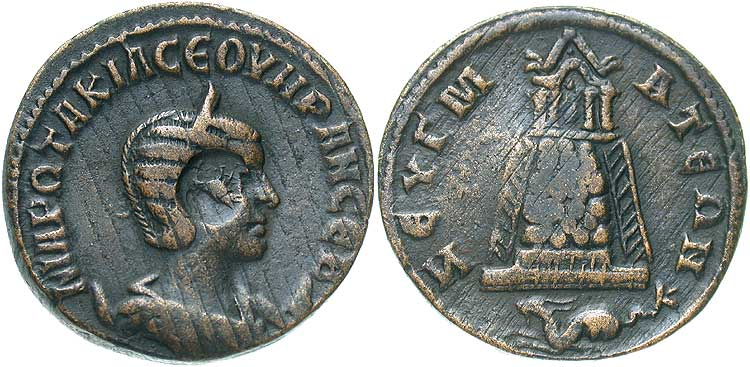
Moeda de Marcia Otacilia Severa, esposa de Filipe

Era descendente de uma aristocrática família de origem árabe. Firmou a paz com o exército persa, mas foi derrotado pelos exércitos das províncias danubianas, sob o comando de Décio, que o sucedeu. Pela tradição, teria sido o primeiro imperador cristão, batizado pelo papa Fabiano. Sobre isto, pode-se conferir no livro História Eclesiástica de Eusébio de Cesareia no livro VI, capítulo XXXIV. Durante o seu governo, procedeu-se à celebração do milénio da cidade de Roma (247 d.C.), e para celebrar essa data realizou jogos seculares (ludi saeculares) onde mais de mil gladiadores e centenas de animais exóticos trazidos da África, tais como leões, girafas, leopardos, hipopótamos e um rinoceronte, foram mortos diante do público do Coliseu em 248 d.C.